# Antras (Ariège)
Antras település Franciaországban, Ariège megyében. Lakosainak száma 74 fő (2022. január 1.). Antras Augirein, Bonac-Irazein, Illartein, Saint-Lary, Sentein, Melles és Aucazein községekkel határos.

## Népesség
A település népességének változása:
| Lakosok száma | 59   | 48   | 60   | 67   | 58   | 64   | 65   | 71   | 74   | 74   |
|               | 1968 | 1982 | 1990 | 2006 | 2013 | 2015 | 2017 | 2019 | 2020 | 2022 |